# إميلي ثورن فاندربلت
إميلي ثورن فاندربلت (بالإنجليزية: Emily Thorn Vanderbilt) هي نجمة اجتماعية أمريكية، ولدت في 1852 في جزيرة ستاتن في الولايات المتحدة، وتوفيت في 29 يوليو 1946 في لينوكس في الولايات المتحدة.